# 1by1
1by1 — медиапроигрыватель, проигрывающий файлы напрямую из каталога, не используя плей-лист. Обладает поддержкой нескольких форматов файлов, а также плагинов от Winamp. Программа оптимизирована на малую ресурсоёмкость и высокую скорость работы. Поддержка графических оболочек (скинов) ограничивается изменением вида кнопок. Также можно изменить вид окна на миниатюрный, где имеются только основные регуляторы и кнопки управления.

## Функции
- Проигрывание можно начать с того же места, где оно прекращалось;
- Имеется поддержка «горячих»- и мультимедиа клавиш, а также командной строки;
- Файловый менеджер;
- Поиск;
- Добавление файлов и каталогов в избранное (до 30) с необязательным сохранением времени воспроизведения;
- Просмотр и редактирование ID3-тегов;
- Собственная система плей-листов. Поддержка чтения форматов M3U и CUE.
- Программа имеет английский интерфейс и других не предполагается;
- Ничего не записывает в реестр. Можно использовать как портативную версию;
- Изначально проигрывает только MP3-файлы, для проигрывания MP2-файлов используется библиотека mpglib.dll, остальные файлы (Ogg, WAV, CDA и т. д.) проигрываются при помощи программной аудио-библиотеки BASS и плагинов от Winamp.